# Barnes Patera
La Barnes Patera è una struttura geologica della superficie di Venere.